# Episodi di Kids Incorporated (quarta stagione)
La quarta stagione della serie televisiva Kids Incorporated è stata trasmessa in anteprima negli Stati Uniti d'America dalla Disney Channel nel corso del 1987.
| nº | Titolo originale          | Titolo italiano | Prima TV USA     | Prima TV Italia |
| -- | ------------------------- | --------------- | ---------------- | --------------- |
| 1  | A Kid's Line              |                 | 7 settembre 1987 |                 |
| 2  | Modern Music              |                 | 1987             |                 |
| 3  | Video Madness             |                 | 1987             |                 |
| 4  | Front Page News           |                 | 1987             |                 |
| 5  | Trouble's Cooking         |                 | 1987             |                 |
| 6  | The Boy Who Cried Gorilla |                 | 1987             |                 |
| 7  | You Got the Wrong Date    |                 | 1987             |                 |
| 8  | Russian 101               |                 | 1987             |                 |
| 9  | When Movies Were Movies   |                 | 1987             |                 |
| 10 | Now Appearing             |                 | 1987             |                 |
| 11 | Win a Date with Renee     |                 | 1987             |                 |
| 12 | Connie in Wonderland      |                 | 1987             |                 |
| 13 | What's in a Name          |                 | 1987             |                 |